# روبرت ميتشيل (سياسي)
روبرت ميتشيل (بالإنجليزية: Robert Mitchell)‏ هو سياسي أمريكي، ولد في 22 يونيو 1826، وتوفي في 21 يونيو 1899. حزبياً، نشط في الحزب الجمهوري والحزب الديمقراطي. وقد انتخب عضو جمعية ولاية ويسكونسن.